# Ulica Gustawa Morcinka w Krakowie
Ulica Gustawa Morcinka – ulica w Krakowie przebiegająca przez dzielnicę XV Mistrzejowice i dzielnicę XVII Wzgórza Krzesławickie.
Swój bieg rozpoczyna na skrzyżowaniu z ul. Mistrzejowicką i ul. Powstańców. Prowadzi na wschód, m.in. wzdłuż Zalewu Zesławickiego, aż do ul. Kocmyrzowskiej.
Ulica nosi imię Gustawa Morcinka, polskiego pisarza związanego ze Śląskiem.